# Maleniec (powiat konecki)
Maleniec – wieś w Polsce położona w województwie świętokrzyskim, w powiecie koneckim, w gminie Ruda Maleniecka.
W latach 1975–1998 miejscowość administracyjnie należała do województwa kieleckiego.
Przez miejscowość przepływa rzeka Czarna Konecka dopływ Pilicy.
Przez wieś przechodzi czerwony szlak turystyczny z rezerwatu przyrody Diabla Góra do Łącznej. 
Wierni Kościoła rzymskokatolickiego należą do parafii Niepokalanego Serca NMP w Machorach.

## Historia
Pierwotna nazwa miejscowości brzmiała „Maliniec”. Początkowo, bowiem okolica ta, bezludna, porośnięta lasem wyróżniała się spośród podobnych miejsc tylko tym, że obfitowała w maliny.

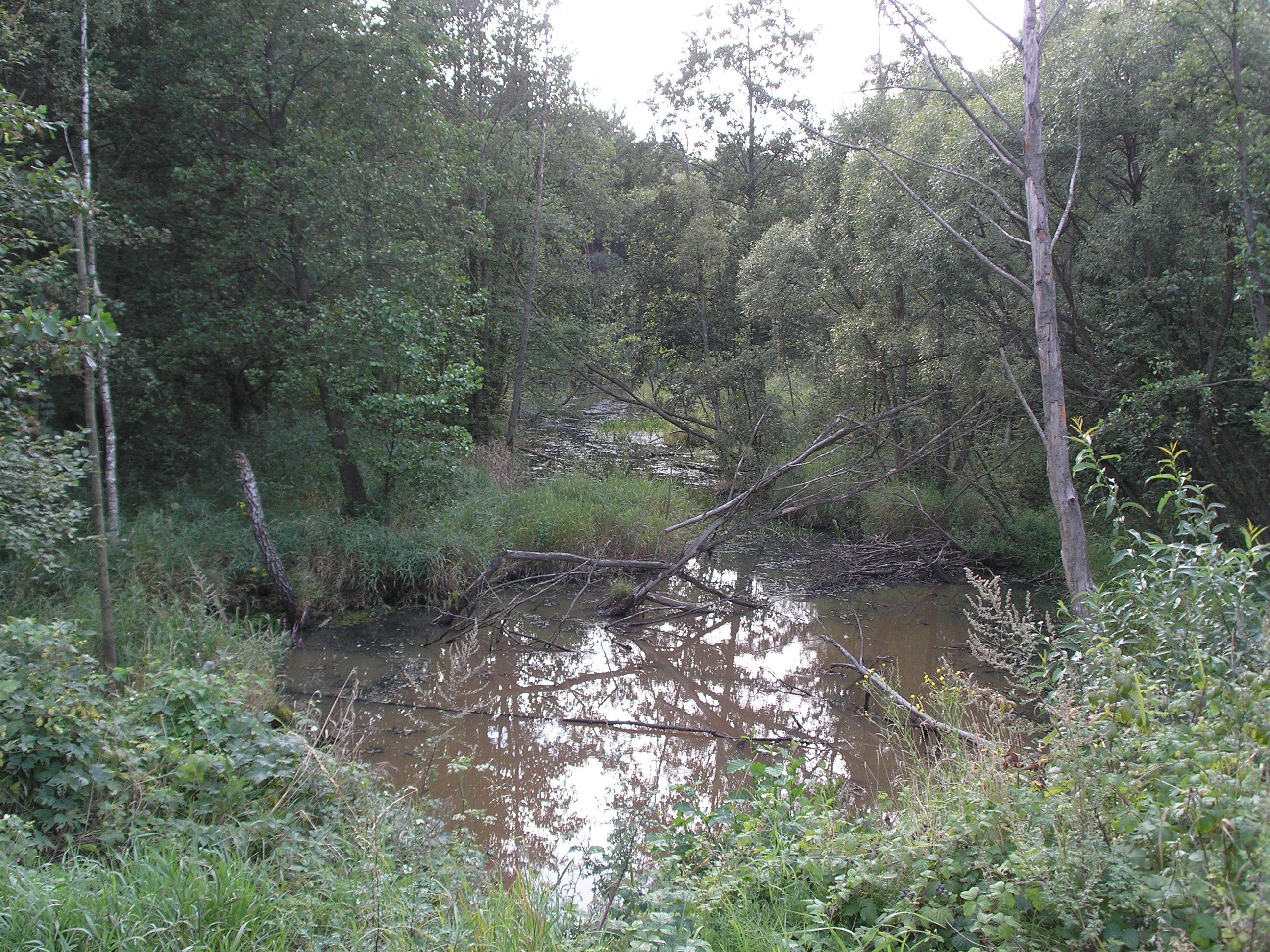
Maleniec. Rozlewisko rzeki Czarnej Koneckiej

Kasztelan Łukowski - Jacek Jezierski kupił w roku 1782 wieś Maleniec. W 1794 roku wybudował tu młyn, tartak, drutarnię i fryszernię. Powstał tu również na rzece Czarnej Koneckiej zbiornik wodny o powierzchni 16 ha, który miał zasilać koła wodne zakładów. Rudę żelaza wydobywano w okolicach Łysej Góry pod Żarnowem, skąd przewożono ją do Kołońca. Tam była przetapiana w miejscowym wielkim piecu opalanym węglem drzewnym. Następnie pozyskana surówka przerabiana była przez trzy fryszerki w Machorach i jedną w Maleńcu. W malenieckim zakładzie wytwarzane były w owym czasie sztaby druty, topory, siekiery, żelazne naczynia stołowe i narzędzia gospodarcze.
W 1787 roku zakłady w Maleńcu wizytował król Stanisław August Poniatowski, odbywający podróż na Ukrainę. Szczegółowy opis tej wizyty zamieścił w diariuszu królewskim, towarzyszący mu w podróży Adam Tadeusz Naruszewicz.
Po upadku Rzeczypospolitej Staropolski Okręg Przemysłowy znalazł się na terytorium Austrii. Jacek Jezierski w 1795 roku za swe zasługi w dziedzinie organizacji przemysłu został uhonorowany przez cesarza Austrii tytułem hrabiego.
W 1800 roku Jacek Jezierski sprzedał dobra Maleniec księciu Karolowi Hessen – Darmstadt.
Nowy właściciel skupił się wyłącznie na czerpaniu zysku z zakładu i nie starał się go modernizować. 
Kolejnym właścicielem Maleńca stał się w 1824 roku Tadeusz Bocheński, były kapitan wojsk napoleońskich, ziemianin. W połowie XIX wieku był jednym z najbogatszych ziemian w ówczesnej guberni radomskiej. Jego rozległy majątek szacowano na 363 000 rubli. Przy pomocy swego szwagra Józefa Lubowidzkiego – wiceprezesa Banku Polskiego, zakupił rozległe dobra w skład, których oprócz Maleńca wchodziły: Miedzierza, Cieklińsko, Ruda Maleniecka. Przy pomocy kredytów wspomnianego banku rozbudował i unowocześnił swoje zakłady. Wybudował dwa nowe wielkie piece w Miedzierzy i w Cieklińsku. Wzniósł pudlingarnię i walcownię w Rudzie Malenieckiej. W działającym już Maleńcu pracowały: topornia, fryzownia i 4 fryszerki, z których dwie unowocześnił. Bocheński z czasem zlikwidował częściowo fryszerki i w 1837 roku wybudował walcownię blachy wykorzystującą energię wody. W roku 1839 istniały w Maleńcu 4 kuźnice wodne, topornia, młot z ogniskiem ogrzewczym i walcownia blachy o dwóch parach walców. W 1844 Bocheński zwolnił swych włościan z pańszczyzny i zadbał o opiekę lekarską swoich pracowników zatrudniając lekarza, któremu przydzielił mieszkanie służbowe w Cieklińsku. W 1844 roku w zakładach Bocheńskiego pracowało 150 robotników, a wartość produkcji wyniosła 93 200 rubli. 

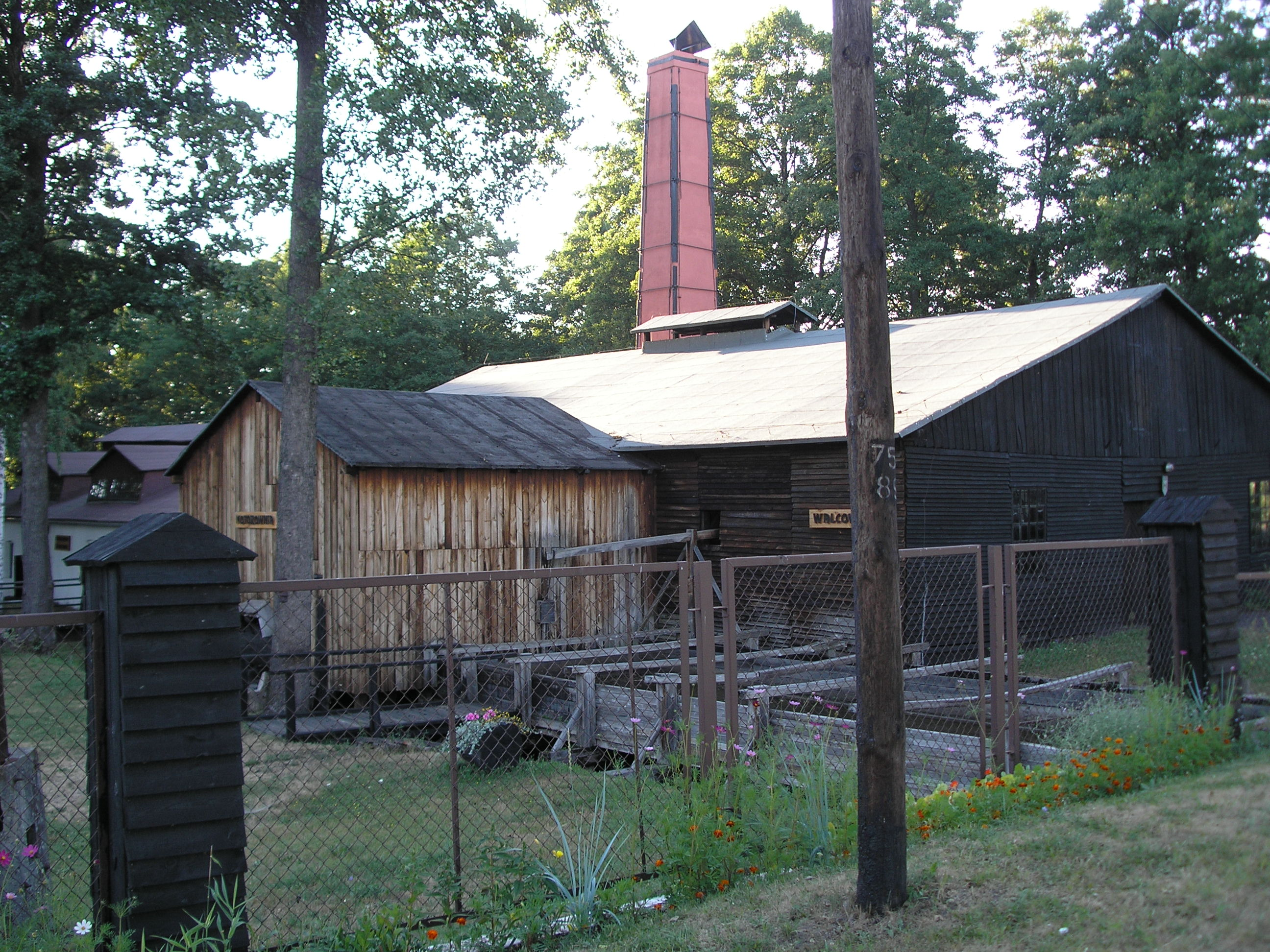
Maleniec. zabytkowa hala walcowni

Po śmierci Tadeusza, jego brat Józef w 1850 roku zlikwidował ostatecznie fryszerki, a na ich miejsce zainstalował 11 małych i 4 duże gwoździarki. Służyły one do produkcji gwoździ ciętych z blachy. W zakładach malenieckich nadal wykorzystywano surówkę z Kołońca, świeżoną i uszlachetnianą w Machorach. W Maleńcu oprócz gwoździ produkowano topory, łańcuchy, lemiesze oraz odkładnice do pługów. W owym czasie zakład zatrudniał 42 robotników, w tym 6 majstrów i 14 kowali, a roczna produkcja wynosiła 320 ton blachy, gwoździ i innych wyrobów. Do końca lat czterdziestych XIX wieku były to najnowocześniejsze prywatne zakłady górniczo–hutnicze w Królestwie Polskim.
Kolejny, trzeci etap modernizacji zakładu w Maleńcu przeprowadził Feliks Wielogłowski - kolejny właściciel. Wprowadził on maszyny do produkcji łopat i szpadli. Tutejsze zakłady zatrudniały w owym czasie 80 robotników. Roczna wartość produkcji wahała się na poziomie 27000 rubli. W tym czasie osiedle fabryczne w Maleńcu, wzniesione jeszcze przez Kasztelana Jezierskiego składało się 45 domów zamieszkiwanych przez 415 mieszkańców. W skład zabudowań fabrycznych wchodziły: walcownia, poruszana dwoma kołami wodnymi fryszernia, hala wytwórni łańcuchów oraz budynek łopaciarni.
Na początku XX wieku Maleniec nabył Felicjan Jankowski, a po nim od 1913 roku ostatnim właścicielem zakładu w Maleńcu była jego córka Helena (Lili) Frölich, która oddała zakład w dzierżawę B. Kozłowskiemu. 
Od połowy XIX wieku zakłady metalurgiczne Zagłębia Staropolskiego przeżywały kryzys.
Spowodowany on był częściowo utratą autonomii Królestwa Polskiego, jak również na skutek rosnącej konkurencji ze strony Zagłębia Dąbrowskiego. Zaczęto wówczas stosować nowe technologie wytopu żelaza. Stare metody produkcji stały się, nieopłacalne i wiele dawnych zakładów zlikwidowano. Większość fabryk, zwłaszcza wielkopiecowych, nie doczekała XX wieku. Przed I wojną światową przestały pracować zakłady w Rudzie Malenieckiej i w Kołońcu, a po powodzi w 1923 roku również zakłady metalowe w Machorach, które przekazały za bezcen swoje walce do Maleńca. Właściciele zakładów w Maleńcu wykorzystywali tanią siłę roboczą z przeludnionych okolic, utrzymując dzięki temu zakład w ciągłym ruchu, aż do 1945 roku. W okresie międzywojennym w zakładzie pracowało około 250 robotników, głównie pochodzenia żydowskiego. Profil produkcji pozostał w głównej mierze nie zmieniony. Dalej produkowano gwoździe, szpadle, łopaty, okucia okienne, galanterię budowlaną i nity. 

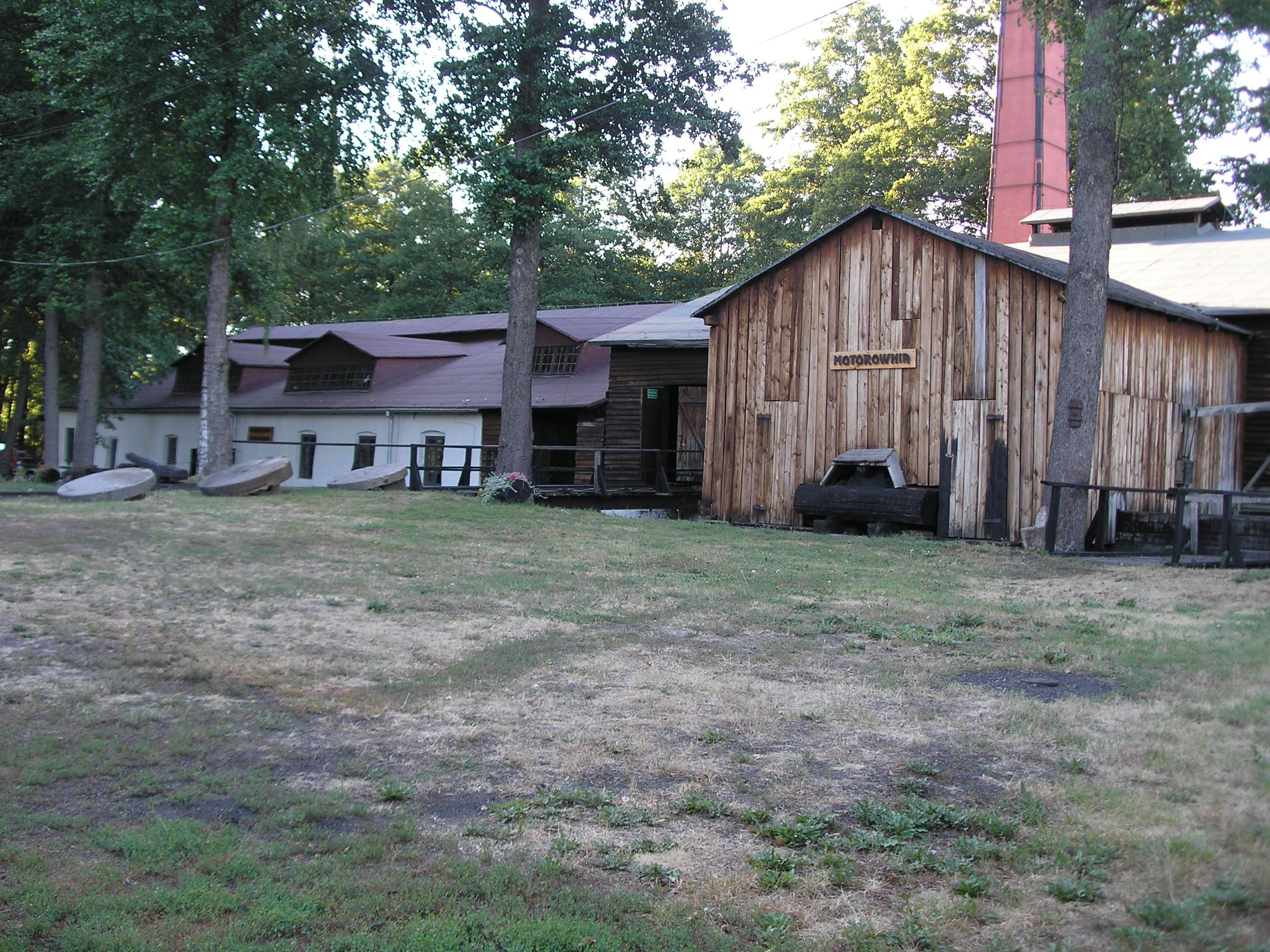
Widok zabytkowego zakładu

Na skutek działań wojennych we wrześniu 1939 roku tutejszy zakład na pewien czas został unieruchomiony. Dnia 6 września żołnierze 163 Pułku Piechoty z 36 Dywizji Piechoty Rezerwowej zajęli pozycje obronne nad rzeką Czarną Konecką na odcinku od Maleńca do Cieklińska. Od strony Przedborza nacierała 1 Dywizja Lekka Wehrmachtu. Saperzy polscy zaminowali mosty na rzece i wysadzili je, utrudniając w ten sposób oddziałom zmotoryzowanym wroga sforsowanie rzeki. 
Po zakończeniu kampanii wrześniowej okupant w krótkim czasie ponownie uruchomił zakład, który funkcjonował przez całą wojnę. W tym okresie został zamontowany w zakładzie silnik spalinowy do napędu maszynowni, gdyż sezonowo występowały braki wody. Podczas okupacji mieszkańcy narodowości żydowskiej zostali przez hitlerowców wywiezieni, a zabytkowe domostwa i warsztaty znajdujące się w Maleńcu zostały rozgrabione i zniszczone. Nie ma więc dziś śladu po najstarszym, znanym w Polsce, racjonalnym osiedlu robotniczym.
Niemcy wycofując się w 1945 roku wysadzili mosty i energetyczny system wodny. Jednak już w maju tego roku udało się ponownie uruchomić zakład. W początkowych latach po wojnie pracowało tu około 120 robotników. W 1946 roku zakład został upaństwowiony, a w 1959 roku wieś i zakład zelektryfikowano, instalując do napędu wału transmisyjnego silnik elektryczny. Do 4 listopada 1961 roku trwała nieprzerwanie produkcja oparta na zabytkowych maszynach i według starych technologii walcowania. Produkowano tu głównie gwoździe, łopaty, szpadle i okucia okienne.
Dnia 21 czerwca 1967 roku zakład w Maleńcu uznany został za zabytek techniki i wpisany do Rejestru Zabytków województwa kieleckiego (nr rej.: A.495/1-2 z 14.09.1957 i z 21.06.1967).
Po zaprzestaniu produkcji budynki zakładu zamieniono na magazyn. Nie remontowane, stopniowo ulegały dewastacji. W 1968 roku grupa studentów Wydziału Metalurgicznego Politechniki Śląskiej, podczas jednej z wycieczek przypadkowo znalazła się w Maleńcu i odkryła zabytkowy zakład. Część studentów, zachwycona swym odkryciem postanowiła doprowadzić obiekt do stanu świetności. 
Po raz pierwszy studenci przybyli na obóz do Maleńca w sierpniu 1970 roku. Odtąd organizują oni corocznie obozy i wykonują niezbędnie prace rekonstrukcyjne, remontowe, konserwacyjne i porządkowe.

## Maleniec dziś
Odcinek drogi asfaltowej przebiegający przez Maleniec do Wyszyny Rudzkiej od lat siedemdziesiątych został wyłączony z ruchu tranzytowego i stanowi obecnie drogę lokalną. Sprzyja to rozwojowi turystyki pieszej i rowerowej. Lesiste tereny, rzeka i staw przyciągają turystów i wędkarzy.
Pomimo niezaprzeczalnych walorów tej okolicy istnieją też niekorzystne zjawiska degradacji środowiska naturalnego. Między innymi wycięto stare olchy rosnące obok zakładu i po obu stronach grobli biegnącej z Maleńca do Machor. W ten sposób znikła romantyczna aleja-miejsce spacerów. Zarośnięciu uległ też kanał wodny na odcinku od zakładu w Maleńcu przez Machory do rzeki Czarnej. Nastąpiło to w wyniku zablokowania drożności wodnej. Z roku na rok ulega zarośnięciu kanał wodny wprowadzający wodę z rzeki Czarnej do malenieckiego stawu. W efekcie gwałtowne obniża się poziom wody w głównym zbiorniku.
Od kilku lat w okresie wakacji odbywają się tu festyny pod nazwą „Kuźnice Koneckie”. Wtedy oprócz innych atrakcji dla zwiedzających uruchamiane jest koło wodne. Zainteresowani mogą poznać dzieje zakładu i zapoznać się z dawnymi metodami produkcji. Przez cały rok walcownia i hala maszyn udostępnione są do zwiedzania za dobrowolną opłatą.

## Galeria

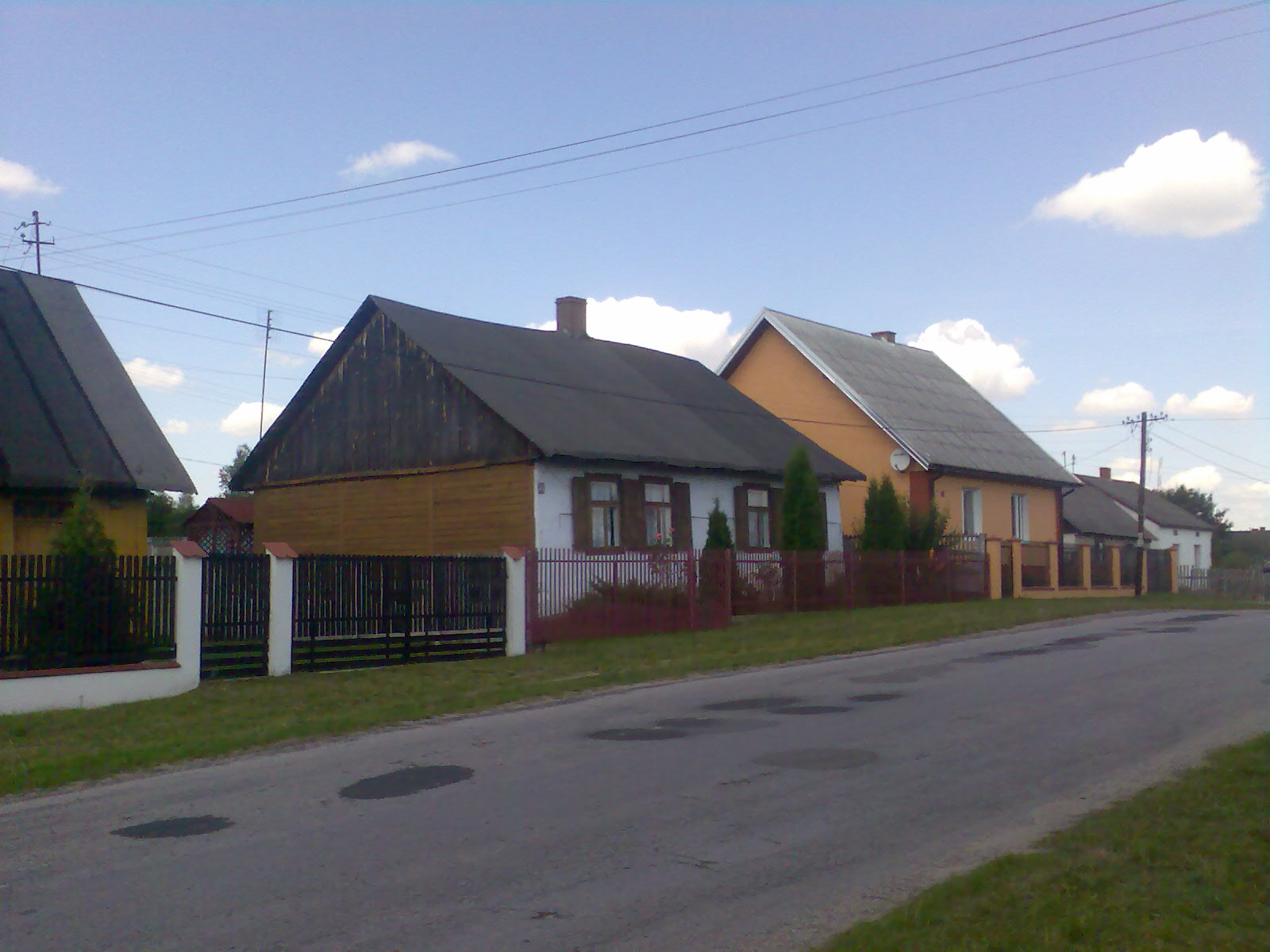
Zabudowa wsi
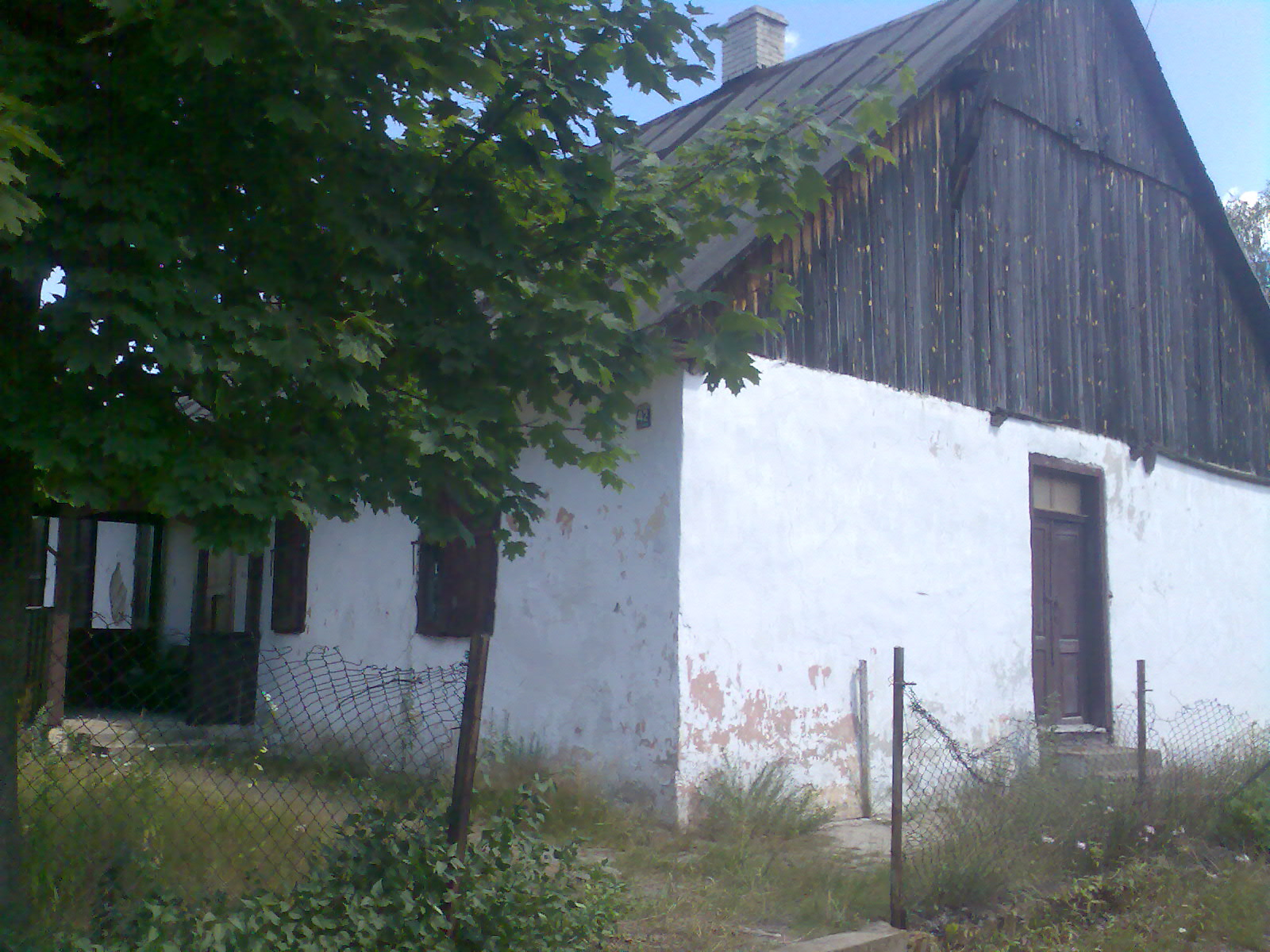
Budynek dawnej szkoły
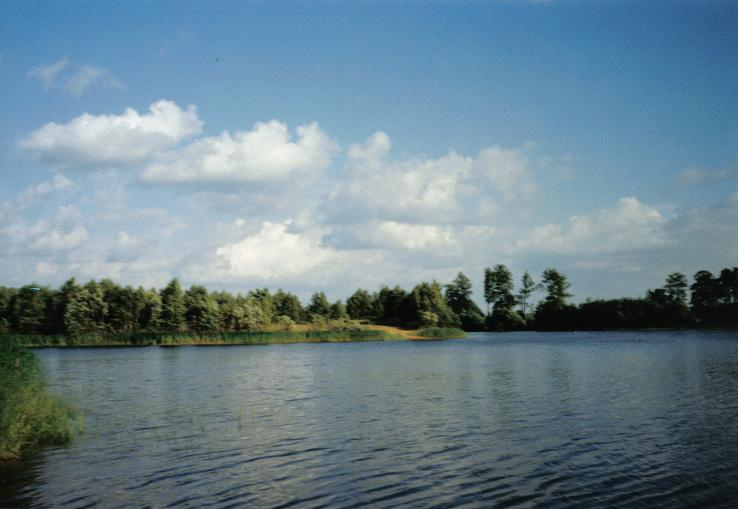
Staw
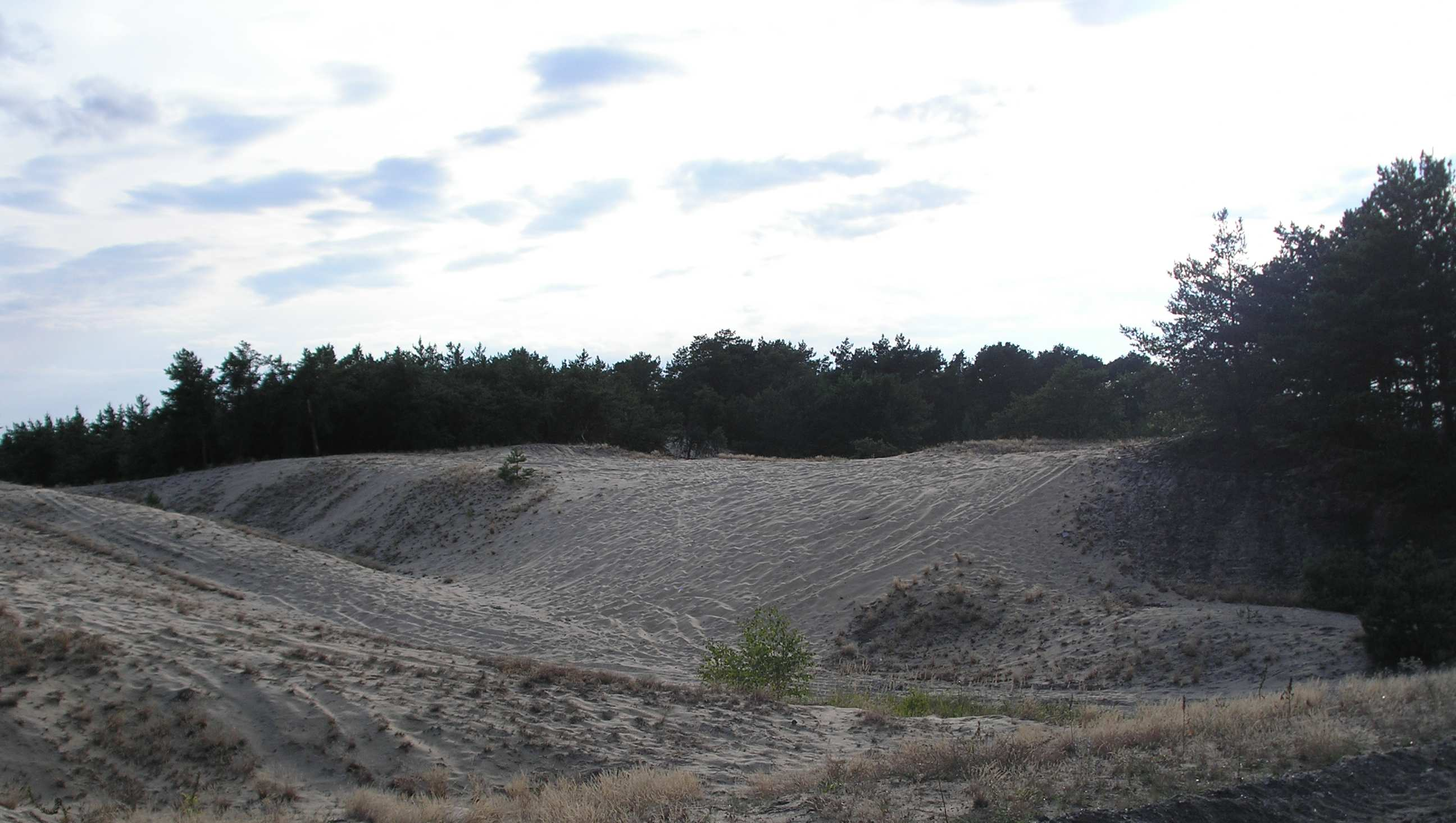
Górka maleniecka